# Dupa
Pour les articles homonymes, voir Dupanloup.
Luc Dupanloup, dit Dupa, né le 12 février 1945 à Montignies-sur-Sambre (province de Hainaut) et mort le 8 novembre 2000 à Ottignies-Louvain-la-Neuve (province du Brabant wallon), est un auteur de bande dessinée humoristique belge, connu pour sa série Cubitus.

## Biographie
Luc Dupanloup naît le 12 février 1945 à Montignies-sur-Sambre dans la province de Hainaut. Fils d'André Dupanloup, peintre de talent mais peu connu, Luc Dupanloup, dit Dupa, s'intéresse à la bande dessinée en 1963, et s'inscrit à l'Académie royale des beaux-arts de Bruxelles à l'incitation de Maurice Tillieux, le créateur de Gil Jourdan. Après y avoir étudié pendant trois ans, il rencontre Greg, alors rédacteur en chef du journal Tintin. Il devient son assistant et rejoint le studio Greg comme décoriste. Il participe à la réalisation de séries telles que Fifi, Fleurette, Luc Junior, Constant Souci, Zig et Puce et bien entendu Achille Talon. Avec Dany, il travaille également sur les séries Quentin Gentil et Les As,.
Au cours de l'année 1968, Greg lui demande de créer un personnage pour boucler un numéro de l'hebdomadaire pour lequel une page reste vide. Dupa dessine une grosse boule de poils blancs avec des pattes et le nomme d'un nom d'os, puisque c'est un chien. Cubitus est né et fait son entrée dans Tintin le 16 avril 1968. D'abord sans maître, il sera adopté, un an plus tard, par un certain Sémaphore, vieux loup de mer à la retraite. En outre, il crée le personnage de Petit Biniou, et anime la série de 1968 à 1970 pour ce même journal.
En 1971, il reprend les personnages créés par Raymond Macherot, Chlorophylle et Minimum, et anime leurs aventures pendant cinq ans sur des scénarios de Greg, puis de Bob de Groot.
En 1973, pour la sortie du film Alice aux pays des merveilles, il boucle en un mois avec le collectif Alice au Pays des Merveilles l'adaptation en bande dessinée, scénarisé par Greg et publié sous les pseudonymes de Daluc (Dany et Dupa) et Turbo (Turk et Bob de Groot), cette histoire est prépubliée dans Le Soir et sera reprise en album aux éditions du Lombard en 1973, puis chez MC Productions en 1987.
En 1980, il imagine les aventures de Niky, chauffeur de poids lourd. Trois albums sont publiés par les éditions du Lombard de 1985 à 1988.
Dupa aborde le genre fantastique en devenant le scénariste de deux one shots de style dessin réaliste écrits pour le dessinateur Éric : Coup d'œil et Le Verrou dans la collection « Histoires fantastiques » des éditions  Dargaud, respectivement en 1984 et 1987.
En 1988, Cubitus est adapté en dessin animé par un studio d'animation japonais. Cent-quatre épisodes sont produits au total.
En juillet 1992, Hello Bédé fête le 1000e gag de Cubitus.
Outre Cubitus qui occupait l'essentiel de son temps, Dupa se consacrait à ses vieilles voitures et motos,.
Au vu de sa production importante, Dupa se fera assister successivement par Tome et Janry de 1977 à 1982 puis par Jean-Marc Krings.
Dupa meurt le 8 novembre 2000, à seulement cinquante-cinq ans, à la suite d'une hémorragie cérébrale. Il est enterré au cimetière de Limal.

## Œuvre

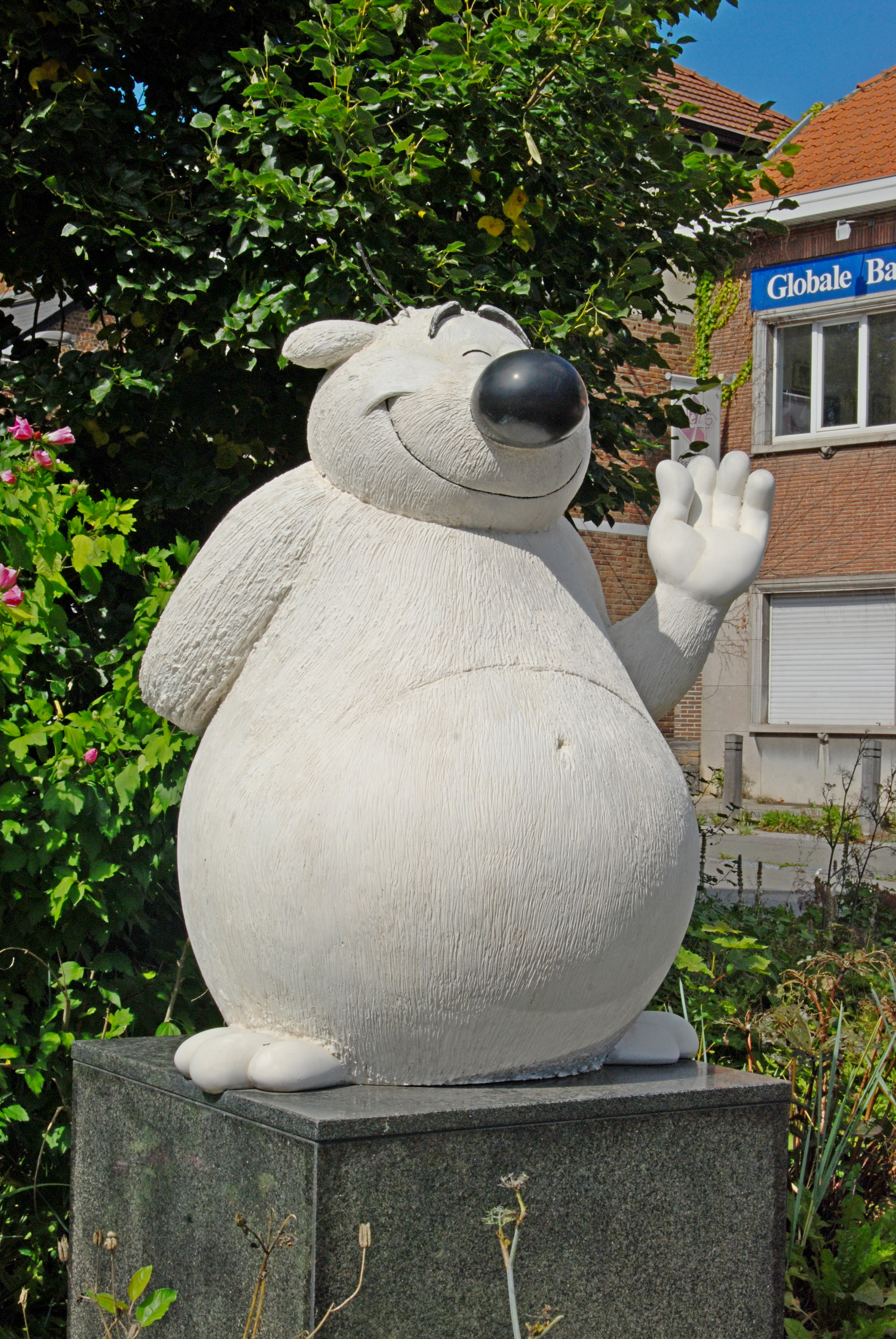
Statue de Cubitus à Limal.

### Publications

#### Albums de bande dessinée
- Coup d'œil, Dargaud, coll. « Histoires fantastiques », Paris, octobre 1984
Scénario : Dupa - Dessin et couleurs : Éric -  (ISBN 2-205-02672-0)

- Le Verrou[24], Dargaud, coll. « Histoires fantastiques », Paris, avril 1987
Scénario : Dupa - Dessin et couleurs : Éric -  (ISBN 2-205-02965-7)
- Constant Souci comme assistant décors.

### Courts métrages télévisés
- 1977 : 
  - Achille Talon : 1re partie[35],[36] de Jean-Daniel Verhaeghe, scénario : Greg, acteur dans son propre rôle, dans le cadre de l'émission Les Visiteurs du mercredi diffusée sur TF1, le 10 décembre 1975,  16 min.
  - Achille Talon : 2e partie[37] avec René Goscinny, Paul Mercey, Bouboule, Olivier Hussenot et Martine Regnier 24 min.

### Dessins animés pour la télévision
- 1977 : Cubitus : le Gâteau d'Anniversaire[38],[39], adaptation : Jos Marissen et Dupa, animation : Nic Broca, musiques : Yvan Delporte et Frédéric Jannin, Belvision 5 min 19 s

### Collections publiques
5 œuvres de cet artiste sont conservées au Centre belge de la bande dessinée et font partie du patrimoine mobilier de la région Bruxelles-Capitale.

## Réception

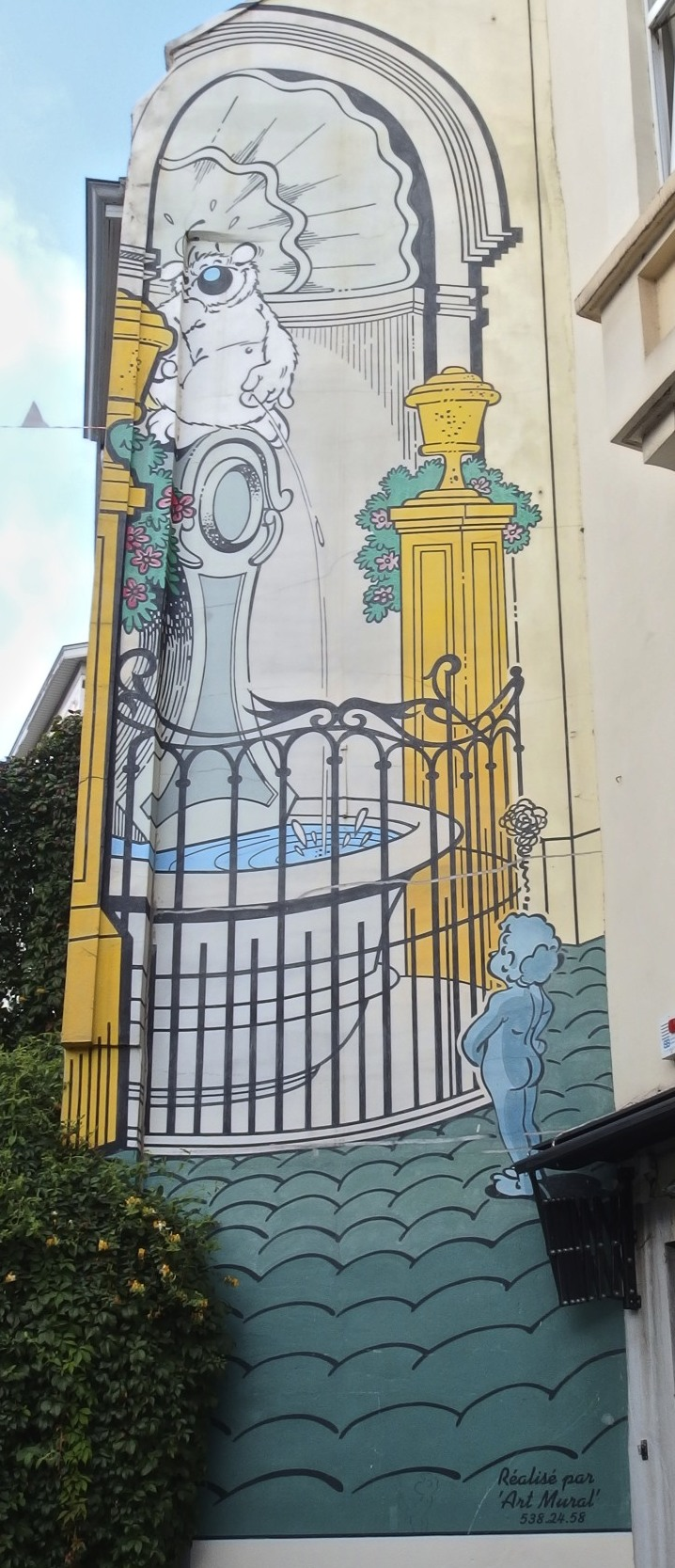
Fresque murale de Cubitus à Bruxelles.

### Prix et distinctions
- 1973 : Le Crayon d'Argent[3] ;
- 1982 :  L'Aigle d'Or de la Ville de Nice[3],[41] ;
- 1984 :  prix du meilleur livre pour enfant à la convention de la BD de Paris[3] ;
- 1993 :  110 d'Or décerné pour l'ensemble de son œuvre par le Festival BD d'Illzach (France)[3].

### Postérité
En octobre 1994, La Poste belge émet un timbre Cubitus dans le cadre de son émission annuelle « Philatélie de la Jeunesse ».
Le 7 décembre 1994, la ville de Bruxelles associe Cubitus et Manneken-Pis et en fait les héros d'une fresque qui orne le pignon du 109, rue de Flandre. La fresque fait partie du parcours BD de Bruxelles, elle a une superficie de 35 m2 et a été réalisée par Art Mural.
Selon Patrick Gaumer : « Dupa œuvre principalement pour le public juvénile et s'affirme comme l'un des principaux représentants de la bande dessinée classique belge ».

#### Livres
: document utilisé comme source pour la rédaction de cet article.
- Jean Van Hamme, Introduction à la bande dessinée belge, Bruxelles, Bibliothèque royale de Belgique, 1968, 80 p., ill. ; 26 cm (lire en ligne), p. 18[catalogue] publié à l'occasion de l'exposition La bande dessinée en Belgique, Bibliothèque Albert Ier, [Bruxelles], du 29 juin au 25 août 1968.
- Henri Filippini, Dictionnaire de la bande dessinée, Paris, Bordas, 1989, 7314 p., ill. ; 27 cm (ISBN 2-04-018455-4, OCLC 1244909550, BNF 35065653, présentation en ligne), p. 114, 141, 372, 61.
- Jean-Louis Lechat, Un demi-siècle d’aventures t. 2 : 1970 - 1996, Bruxelles, Le Lombard, 5 décembre 1996, 224 p., ill. ; 31 cm (ISBN 280361233X, OCLC 37995939, BNF 37539082, présentation en ligne), p. 10, 21, 43, 50, 55, 62, 67, 69, 79, 94, 95, 99, 110, 117, 133, 143, 144, 170, 186, 198, 199. .
- Jacques Fiérain (Auteur), La B.D. en Hainaut : coloristes, critiques, dessinateurs, maquettistes et scénaristes d'origine ou d'adoption hainuyère, Jumet, Imprimerie provinciale du Hainaut, 2001, 191 p., ill. ; 21 cm (ISBN 2-930336-07-2, OCLC 1009508985, présentation en ligne).
- Patrick Gaumer, « Dupa », dans Dictionnaire mondial de la BD, Paris, Larousse, 2010, 953 p., ill. ; 27 cm (ISBN 978-2-0358-4331-9 et 2-0358-4331-6, OCLC 920924930, présentation en ligne), p. 281. .
- Christian James (Auteur) et Cécile Tarenne (Contributrice), Dupa père et fils, Charleroi, Bulle organisatrice BD Charleroi-image, 1989, 86 p., ill. ; 32 cm.
- Philippe Mellot, Michel Denni, Laurent Turpin et Isabelle Morzadec, Trésors de la bande dessinée : BDM 2021-2022 - Catalogue encyclopédique et Argus, Paris, Les Arènes, novembre 2020, 22e éd., 1700 p., ill. ; 23 cm (ISBN 9791037502582, OCLC 1240308146, présentation en ligne), p. 40, 187, 222, 246, 247, 292, 302, 741, 795, 803, 1265, 1279. .

#### Périodiques
- Jean-Pol Stercq, « La Galerie-photo de Tintin », Tintin, Le Lombard, no 10,‎ 1973.
- « Reward : Dupa », Tintin, Le Lombard, no 27,‎ 5 juillet 1977.

#### Articles
- Hubert Leclercq, « Cubitus est orphelin », La DH Les Sports+,‎ 9 novembre 2000 (lire en ligne, consulté le 21 juin 2022)
- Bob de Groot, « Cubitus a perdu son maître », La Lettre - L'officiel de la bande dessinée, Dargaud, no 57,‎ janvier - février 2001, p. 33
- Dany (Didier Pasamonik), « Dany ("Olivier Rameau", "Guerrières de Troy") (1/3) : "Greg était un bosseur extraordinaire" », ActuaBD,‎ 4 mars 2014 (lire en ligne)
- Catherine Henry, « Dupa - bibliographie, photo, biographie », BDParadisio,‎ 2018 (lire en ligne, consulté le 21 juin 2022)
- Sarkis Geerts, « Thierry Luthers sort un Routard des tombes du Brabant wallon », La DH Les Sports+,‎ 18 octobre 2019 (lire en ligne, consulté le 21 juin 2022).